# Lijst van prefecten voor Evangelisatie

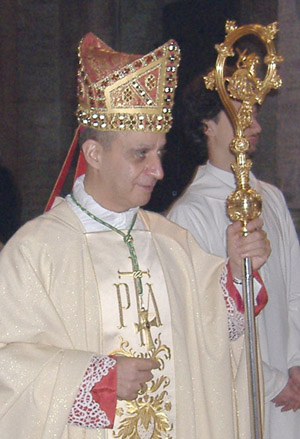
Rino Fisichella, pro-prefect van de eerste afdeling sinds 2022

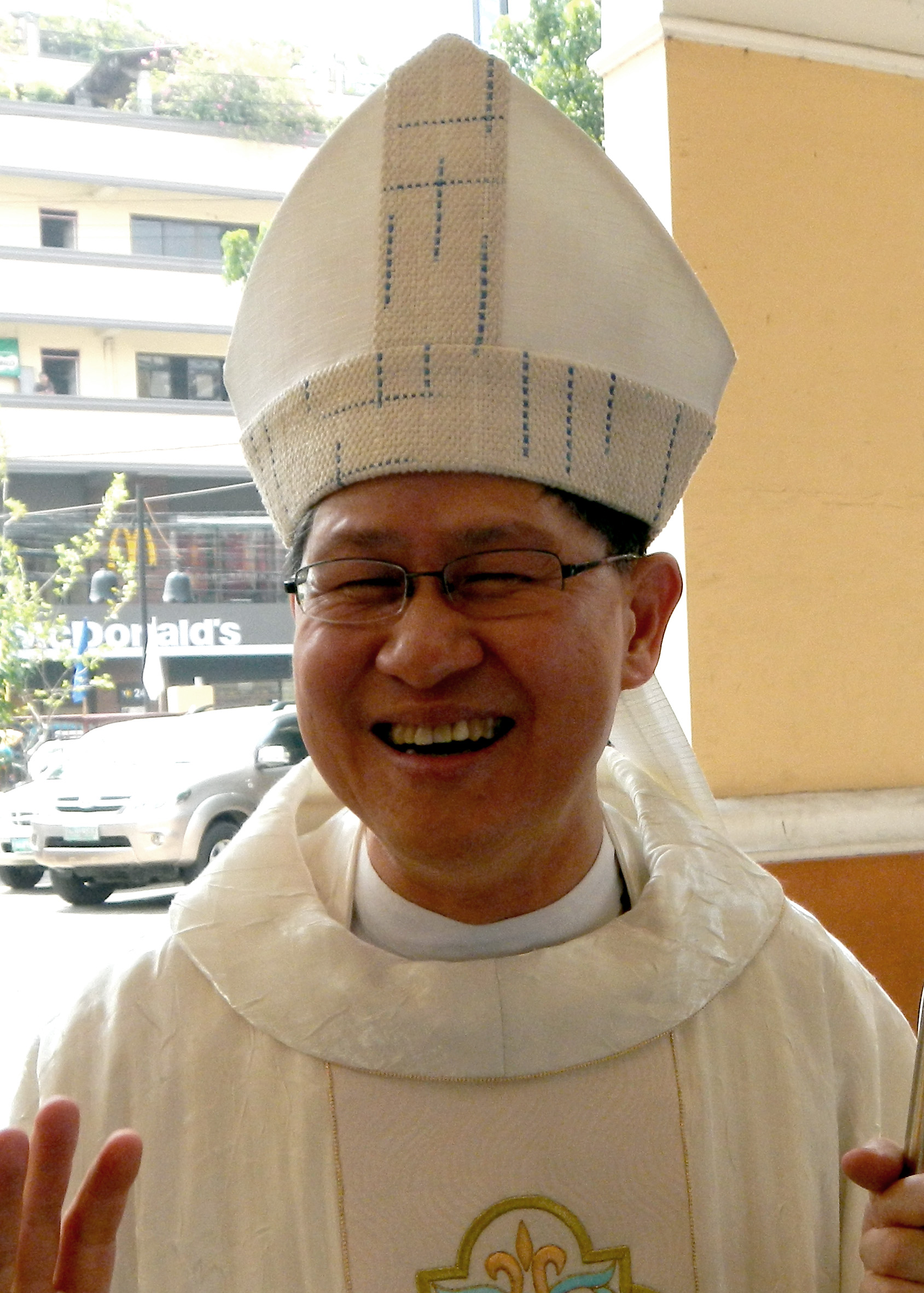
Luis Tagle, pro-prefect van de tweede afdeling sinds 2022

Onderstaand volgt een lijst van prefecten van de dicasterie voor Evangelisatie, een orgaan van de Romeinse Curie.
| Heilige Congregatie voor de Verspreiding van het Geloof | Heilige Congregatie voor de Verspreiding van het Geloof |
| ------------------------------------------------------- | ------------------------------------------------------- |
| 1622                                                    | Antonio Sauli                                           |
| 1622-1632                                               | Ludovico Ludovesi                                       |
| 1632-1671                                               | Antonio Marcello Barberini                              |
| 1671-1698                                               | Paluzzo Paluzzi Altiero Degli Albertoni                 |
| 1698-1704                                               | Carlo Berberini                                         |
| 1704-1727                                               | Giuseppe Sacripanti                                     |
| 1727-1747                                               | Vincenzo Petra                                          |
| 1747-1756                                               | Silvio Gonzaga                                          |
| 1756-1763                                               | Giuseppe Spinelli                                       |
| 1763-1780                                               | Giuseppe Maria Castelli                                 |
| 1780-1795                                               | Leonardo Antonelli                                      |
| 1795-1802                                               | Giocinto Gerdil                                         |
| 1802-1804                                               | Stefano Borgia                                          |
| 1804-1805                                               | Antonio Dugnani                                         |
| 1805-1814                                               | Michele di Pietro                                       |
| 1814-1818                                               | Lorenzo Litta                                           |
| 1818-1822                                               | Francesco Fontana                                       |
| 1824                                                    | Ercole Consalvi                                         |
| 1824-1826                                               | Giulio Maria della Somaglia                             |
| 1826-1831                                               | Bartolommeo Alberto Cappellari                          |
| 1831-1834                                               | Carlo Maria Pedicini                                    |
| 1834-1856                                               | Filippo Fransoni                                        |
| 1856-1874                                               | Allesandro Barnabò                                      |
| 1874-1878                                               | Alessandro Franchi                                      |
| 1878-1892                                               | Giovanni Simeoni                                        |
| 1892-1902                                               | Mieczysław Ledóchowski                                  |
| 1902-1916                                               | Girolamo Gotti                                          |
| 1916-1918                                               | Domenico Serafini                                       |
| 1918-1932                                               | Willem Marinus van Rossum                               |
| 1933-1960                                               | Pietro Fumasoni Biondi                                  |
| 1960-1967                                               | Krikor Bedros XV Agagianian                             |
| Heilige Congregatie voor de Evangelisatie van Volkeren  |                                                         |
| 1967-1970                                               | Krikor Bedros XV Agagianian                             |
| 1970-1984                                               | Agnelo Rossi                                            |
| Congregatie voor de Verspreiding van het Geloof         |                                                         |
| 1984-1985                                               | Dermot J. Ryan                                          |
| 1985-1989                                               | Jozef Tomko                                             |
| Congregatie voor de Evangelisatie van Volkeren          |                                                         |
| 1989-2001                                               | Jozef Tomko                                             |
| 2001-2006                                               | Crescenzio Sepe                                         |
| 2006-2011                                               | Ivan Dias                                               |
| 2011-2019                                               | Fernando Filoni                                         |
| 2019-2022                                               | Luis Antonio Tagle                                      |
| Dicasterie voor Evangelisatie                           |                                                         |
| 2022-2025                                               | paus Franciscus                                         |
| 2022-heden                                              | Rino Fisichella                                         |
| 2022-heden                                              | Luis Antonio Tagle                                      |
| 2025-heden                                              | paus Leo XIV                                            |